# Hemiboea bicornuta
Hemiboea bicornuta är en tvåhjärtbladig växtart som först beskrevs av Bunzo Hayata, och fick sitt nu gällande namn av Jisaburo Ohwi. Hemiboea bicornuta ingår i släktet Hemiboea och familjen Gesneriaceae. Inga underarter finns listade i Catalogue of Life.